# 조토구
조토구(일본어: 城東区 조토쿠[*])는 일본 오사카부 오사카시를 구성하는 24개 구 중 하나이다. 정령지정도시의 전 행정구 중에서 가장 인구 밀도가 높고 그 수치는 19,000명을 넘는다. 최근 구의 서부 및 북부에서 고층 맨션의 건설이 활발하다.

## 인접한 지자체
- 미야코지마구
- 주오구
- 아사히구
- 쓰루미구
- 히가시나리구
- 히가시오사카시

## 역사
- 메이지 시대 - 오사카부 히가시나리군에 속했고 1897년에 5개 정촌이 오사카시에 편입되어 히가시나리구의 일부가 되었다.
- 1943년 - 히가시나리구 북부와 아사히구 남부가 분리되어 탄생하였다.
- 1955년 - 기타카와치군 만다정을 편입하였다.
- 1974년 - 조토구와 쓰루미구로 분리되었다.

## 교통

### 철도
- 서일본 여객철도
  - 오사카 순환선
    - (← 미야코지마구 사쿠라노미야역) - 교바시역 - 오사카조코엔역 - (주오구 모리노미야역 →)

  - 가타마치선・JR 도자이선
    - (← 미야코지마구 오사카조키타즈메역) - 교바시역 - 시기노역 - (쓰루미구 하나텐역 →)

- 오사카 메트로
  - 다니마치선
    - (← 미야코지마구 미야코지마역) - 노에우친다이역 - 세키메타카도노역 - (아사히구 센바야시오미야역 →)

  - 나가호리쓰루미료쿠치선
    - (← 미야코지마구 교바시) - 가모 4초메역 - 이마후쿠쓰루미역 - (쓰루미구 요코즈쓰미역 →)

  - 이마자토스지선
    - (← 히가시나리구 이마자토역) - 미도리바시역 - 시기노역 - 가모 4초메역 - 세키메세이이쿠역 - 신모리후루이치역 - (아사히구 시미즈역 →)

  - 주오선
    - (← 주오구 모리노미야역) - 미도리바시역 - 후카에바시역 - (히가시오사카시 다카이다역 →)

- 게이한 전기 철도
  - 본선
    - (← 미야코지마구 교바시역) - 노에역 - 세키메역 - (아사히구 모리쇼지역 →)

### 도로
- 한신 고속도로
- 국도 제1호선
- 국도 제163호선 (일본)(일본어판)
- 국도 제479호선